# Willy Böckl
Willy Böckl (27 de enero de 1893 – 22 de abril de 1975) fue un patinador austriaco. Fue cuatro veces Campeón del mundo y dos veces subcampeón olímpico.
Tras su retirada emigró a Estados Unidos donde trabajó como entrenador.

## Resultados

### Campeonatos del Mundo
- 1913: 2.º
- 1914: 3.º
- 1922: 3.º
- 1923: 2.º
- 1924: 2.º
- 1925: 1.º
- 1926: 1.º
- 1927: 1.º
- 1928: 1.º

### Campeonatos de Europa
- 1913: 3.º
- 1914: 3.º
- 1922: 1.º
- 1923: 1.º
- 1925: 1.º
- 1926: 1.º
- 1927: 1.º
- 1928: 1.º

- Wikimedia Commons alberga una categoría multimedia sobre Willy Böckl.

- Datos: Q378938
- Multimedia: Willy Böckl / Q378938